# Hrvati u Rusiji
Hrvati u Rusiji su hrvatska iseljenička zajednica u Rusiji koja se služi hrvatskim i ruskim jezikom a po vjeroispovjesti su uglavnom katolici. Prema ruskom popisu stanovništva 2010., 304 osobe su se izjasnile kao Hrvati,  dok se računa da je 2002. u Rusiji živjelo oko 4000 Hrvata.

## Kratka povijest
Prvi hrvatski iseljenici u Rusiji pojavljuju se u 17. stoljeću, a jedan od najpoznatijih bio je svećenik, pisac i jezikoslovac Juraj Križanić, koji je u Rusiji živio oko 15 godina i objavio dvije poznate knjige o Rusiji i ruskom jeziku: Gramatično izkazanje ob ruskom jeziku («Грамматическое изыскание о русском языке») i Politika («Политика»). Hrvati su u 18.  stoljeću često selili u Carsku Rusiji, odbijajući služiti vojsku u Austrijskom carstvu.
Poslije osnivanja Sovjetske Rusije, u Kemerovskoj oblasti se 1921. naseljava jedan dio izbjeglica iz Kraljevine SHS-a, među kojima je bilo Hrvata, Srba i Slovenaca. Naselja koja su sagrađena za izbjeglice zatvorena su 1926. godine, a oko devet Hrvata ostalo je živjeti u oblasti Kemerovo (gdje i danas žive njihovi potomci). 
Jedan od najpoznatijih hrvatskih doseljenika u Rusiji, bio je rudar Ante Perković Klišanin, koji je 1923. stigao iz New Yorka, i koji je dobio rusku putovnicu 1930. godine i živio je do 1956. godine. U Kemerovu također žive potomci Roya Oplića, rođenog u Udbini, koji je dugo vremena živio u Kaliforniji; i Slave Kruljac Ivanović iz Mrkopolja, koja je živjela u Illinoisu. U Kemerovu se nalazi muzej Krasnaja gorka (Красная горка) u kojem se nalazi i izložba o rudarima koji su sudjelovali u obnovi sovjetskog gospodarstva poslije Ruskog građanskog rata.
Dio Hrvata ostao je živjeti u SSSR-u i poslije Drugog svjetskog rata, kao zarobljenici ili dragovoljci koji su se borili na strani Crvene armije tijekom Drugog svjetskog rata. 
Trenutno u Rusiji ne žive samo potomci prije useljenih Hrvata, već i uspješni gospodarstvenici, među kojima je i Stefano Vlahović — predsjednik tvrtke «Продукты питания« koja se bavi prehrambenim namirnicama, koji je u Rusiji 1998. pokrenuo proizvodnju zamrznutih polufabrikata.